# Beaupréau
Beaupréau és un municipi francès situat al departament de Maine i Loira i a la regió de País del Loira. L'any 2007 tenia 6.544 habitants.

## Demografia

### Població
El 2007 la població de fet de Beaupréau era de 6.544 persones. Hi havia 2.537 famílies de les quals 751 eren unipersonals (323 homes vivint sols i 428 dones vivint soles), 752 parelles sense fills, 870 parelles amb fills i 164 famílies monoparentals amb fills.
La població ha evolucionat segons el següent gràfic:
Habitants censats

### Habitatges
El 2007 hi havia 2.707 habitatges, 2.565 eren l'habitatge principal de la família, 23 eren segones residències i 119 estaven desocupats. 2.246 eren cases i 364 eren apartaments. Dels 2.565 habitatges principals, 1.676 estaven ocupats pels seus propietaris, 864 estaven llogats i ocupats pels llogaters i 26 estaven cedits a títol gratuït; 119 tenien una cambra, 164 en tenien dues, 335 en tenien tres, 576 en tenien quatre i 1.370 en tenien cinc o més. 1.898 habitatges disposaven pel capbaix d'una plaça de pàrquing. A 1.170 habitatges hi havia un automòbil i a 1.147 n'hi havia dos o més.

### Piràmide de població
La piràmide de població per edats i sexe el 2009 era:
| Homes | Edats   | Dones |
| ----- | ------- | ----- |
| 0     | 95 o +  | 20    |
| 20    | 90 a 94 | 32    |
| 32    | 85 a 89 | 44    |
| 44    | 80 a 84 | 56    |
| 88    | 75 a 79 | 136   |
| 124   | 70 a 74 | 128   |
| 92    | 65 a 69 | 140   |
| 172   | 60 a 64 | 148   |
| 128   | 55 a 59 | 172   |
| 204   | 50 a 54 | 196   |
| 200   | 45 a 49 | 208   |
| 224   | 40 a 44 | 192   |
| 224   | 35 a 39 | 212   |
| 200   | 30 a 34 | 240   |
| 256   | 25 a 29 | 256   |
| 204   | 20 a 24 | 136   |
| 208   | 15 a 19 | 236   |
| 236   | 10 a 14 | 244   |
| 236   | 5 a 9   | 200   |
| 164   | 0 a 4   | 156   |

## Economia
El 2007 la població en edat de treballar era de 4.144 persones, 3.104 eren actives i 1.040 eren inactives. De les 3.104 persones actives 2.838 estaven ocupades (1.517 homes i 1.321 dones) i 266 estaven aturades (96 homes i 170 dones). De les 1.040 persones inactives 346 estaven jubilades, 454 estaven estudiant i 240 estaven classificades com a «altres inactius».

### Ingressos
El 2009 a Beaupréau hi havia 2.683 unitats fiscals que integraven 6.543,5 persones, la mediana anual d'ingressos fiscals per persona era de 16.696 €.

### Activitats econòmiques
Dels 343 establiments que hi havia el 2007, 5 eren d'empreses extractives, 8 d'empreses alimentàries, 2 d'empreses de fabricació de material elèctric, 1 d'una empresa de fabricació d'elements pel transport, 13 d'empreses de fabricació d'altres productes industrials, 37 d'empreses de construcció, 100 d'empreses de comerç i reparació d'automòbils, 11 d'empreses de transport, 15 d'empreses d'hostatgeria i restauració, 2 d'empreses d'informació i comunicació, 27 d'empreses financeres, 12 d'empreses immobiliàries, 40 d'empreses de serveis, 44 d'entitats de l'administració pública i 26 d'empreses classificades com a «altres activitats de serveis».
Dels 80 establiments de servei als particulars que hi havia el 2009, 1 era una oficina d'administració d'Hisenda pública, 1 oficina del servei públic d'ocupació, 1 gendarmeria, 1 oficina de correu, 6 oficines bancàries, 2 funeràries, 2 tallers de reparació d'automòbils i de material agrícola, 2 tallers d'inspecció tècnica de vehicles, 3 autoescoles, 6 paletes, 6 guixaires pintors, 10 fusteries, 5 lampisteries, 3 electricistes, 10 perruqueries, 2 veterinaris, 3 agències de treball temporal, 8 restaurants, 4 agències immobiliàries, 1 tintoreria i 3 salons de bellesa.
Dels 43 establiments comercials que hi havia el 2009, 4 eren supermercats, 2 grans superfícies de material de bricolatge, 1 una botiga de més de 120 m², 6 fleques, 1 una carnisseria, 6 llibreries, 7 botigues de roba, 1 una botiga d'equipament de la llar, 3 sabateries, 2 botigues d'electrodomèstics, 2 botigues de mobles, 1 un drogueria, 2 joieries i 5 floristeries.
L'any 2000 a Beaupréau hi havia 82 explotacions agrícoles que ocupaven un total de 2.691 hectàrees.

## Equipaments sanitaris i escolars
El 2009 hi havia 1 hospital de tractaments de curta durada, 1 hospital de tractaments de mitja durada (seguiment i rehabilitació), 1 un hospital de tractaments de llarga durada, 1 psiquiàtric, 3 farmàcies i 2 ambulàncies.
El 2009 hi havia 2 escoles maternals i 2 escoles elementals. A Beaupréau hi havia 1 col·legi d'educació secundària, 1 liceu d'ensenyament general i 1 liceu tecnològic. Als col·legis d'educació secundària hi havia 769 alumnes, als liceus d'ensenyament general n'hi havia 573 i als liceus tecnològics 335.

## Poblacions més properes
El següent diagrama mostra les poblacions més properes.